# Dogme
 "Trosartikel" omdirigeres hertil. For andre betydninger af Trosartikel, se Trosartikel (flertydig).
Et dogme (af græsk δόγμα dógma: "mening", "læresætning"), trosartikel er en religiøs eller ideologisk trossætning, læresætning, doktrin eller grundantagelse (aksiom), som ikke er til diskussion af trosgrunde eller af mytologiske årsager. Videnskabelige beviser og analyser vil derfor ikke anfægte et dogme.
Et dogme i kristendommen er f.eks. dogmet om kødets opstandelse. Fra et naturvidenskabeligt synspunkt giver en sådan forestilling ikke mening, men videnskaben og det kristne dogme taler om to forskellige ting, nemlig om noget fysisk og noget åndeligt.
Dogmatik er den kristne teologiske disciplin, der behandler de kristne dogmer.